# Dickröhrlingsverwandte
Dickröhrlingsverwandte (Boletaceae) sind eine Familie der Abteilung der Ständerpilze (Basidiomycota) aus dem Reich der Pilze  (Fungi). In Mitteleuropa sind in 24 Gattungen etwa 70 Arten verzeichnet. Zu den Dickröhrlingsverwandten zählen begehrte Speisepilze (Steinpilze, Rotkappen) und seltene Großpilze (Ochsen-Röhrling, Weinroter Purpur-Röhrling).

## Merkmale

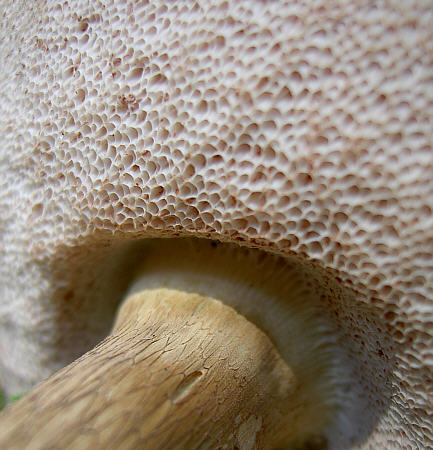
Röhren eines Gallenröhrlings

Röhrlinge besitzen meist große, fleischige Fruchtkörper mit den namensgebenden Röhren auf der Unterseite des Huts. In dieser leicht ablösbaren, schwammigen Röhrenschicht werden die Sporen gebildet. Röhrlinge leben mehrheitlich in Symbiose mit den Wurzeln Höherer Pflanzen (meist Bäumen) (Mykorrhiza).
Unter den Dickröhrlingsverwandten gibt es viele gute Speisepilze, wie Steinpilze und Maronen-Röhrlinge, und nur sehr wenige ungenießbare oder giftige, wie Gallenröhrlinge und Satans-Röhrlinge. Sie sind deshalb bei Sammlern sehr beliebt. Charakteristisch bei vielen Arten sind kräftige grünblaue Verfärbungen des Fleisches und der Röhren bei Druck oder Verletzung, die meist durch Derivate der Pulvinsäure verursacht werden.
Nach Ansicht einiger Autoren stellen die Strubbelkopfröhrlinge eine eigene Familie (Strobilomycetaceae) dar und sind nah verwandt mit den Röhrlingen (Boletaceae). Bon zählt sie dagegen noch zu den Röhrlingsverwandten und ordnet sie in die Unterfamilie Strobilomycetoidae ein.

## Ausgewählte Gattungen und Arten
In Mitteleuropa kommen Arten aus folgenden Gattungen vor:
- Goldporröhrlinge (Aureoboletus)
- Steinpilze (Boletus)
- Holzröhrlinge (Buchwaldoboletus)
- Butyriboletus
- Caloboletus
- Zwergröhrlinge (Chalciporus)
- Cyanoboletus
- Hemileccinum
- Hortiboletus
- Imleria
- Imperator
- Lanmaoa
- Leccinellum
- Raufußröhrlinge (Leccinum)
- Neoboletus
- Blätterröhrlinge (Phylloporus)
- Porphyrröhrlinge (Porphyrellus)
- Scheinröhrlinge (Pseudoboletus)
- Rheubarbariboletus
- Rubroboletus
- Strubbelkopfröhrlinge (Strobilomyces)
- Suillellus
- Gallenröhrlinge (Tylopilus)
- Rotfußröhrlinge (Xerocomellus)
- Filzröhrlinge (Xerocomus)
- Rubinoboletus

### Auswahl außereuropäischer Arten
- Parvixerocomus aokii
- Rugiboletus extremiorientalis
- Strobilomyces mirandus

### Nicht mehr zur Familie gehörende Gattungen
Die Grüblinge (Gyrodon) und Schmierröhrlinge (Suillus) werden inzwischen abgetrennt und in die Familien der Kremplingsverwandten (Paxillaceae) bzw.  Schmierröhrlingsverwandten (Suillaceae) gestellt. Die Blasssporröhrlinge (Gyroporus) werden den Blassporröhrlingsverwandten (Gyroporaceae) innerhalb der Sclerodermatineae zugeordnet.